# Fort de Challeau
O Fort de Challeau (também conhecido como Château de Challeau) foi um castelo francês construído na Comuna de Dormelles, próximo de Fontainebleau, no departamento de Seine-et-Marne. Não confundir com o Château de Saint-Ange de Villecerf, conhecido inicialmente como Châteauneuf de Challeau.
O edifício foi tomando nomes diferentes ao longo dos séculos: Chaloel no século XII, Chailloello no século XIV, e posteriormente Challouyau, Challiau, Chaluau, Chailot e Chailleau.

## História
A época de criação do Fort de Challeau não está determinada, mas, face às formas e as estruturas, parece provável que remonte ao século XI ou ao início do século XII, embora a origem do edifício não possa ser datada com precisão. sua entrada principal, hoje ocultada por uma casa parece-se, efectivamente, com muitas outras entradas de fortes desta época.
O Fort de Challeau não era propriamente um castelo-forte, mas antes uma praça forte de tamanho reduzido. Possuía uma muralha com 6 metros de altura e 1,3 de espessura, a qual rodeava uma área de aproximadamente 30m por 24m, com torres de vigia redondas nos cantos. De forma invulgar, não tinha uma torre de menagem central, embora possuísse uma ponte levadiça, o que parece um pouco surpreendente tendo em vista o seu tamanho. Os edifícios internos eram inicialmente bastante simples e parecem ter-se limitado a abrigos temporários. À época, a sua posição estratégica na Comuna de Dormelles permitia-lhe, provavelmente, vigiar as redondezas, embora não se encontrasse numa posição dominante, mas numa zona muito pantanosa que servia de ponto de passagem para o Yonne actual.
Parece bastante claro que este forte não estava preparado para longos cercos ou para um ataque frontal de grande envergadura, estando antes preparado para uma protecção eficaz contra os bandidos. Também permitiu que Filipe I implantasse a sua autoridade na zona e, de certo modo, marcasse território.

### Os Senhores de Challeau
Sem torre de menagem, é pouco provável que os Senhores de Challeau vivessem neste forte, apesar da existência de alguns edifícios circundantes. Entre os Senhores de Challeau contam-se:
- Guillaume de Villebéon, desapossado do castelo, em 1310, por Filipe IV;
- Gilles Granche, Senhor de Challeau a partir de 1310;
- Bouchard III de Montmorency, cavaleiro do Conselho dos Mordomos, inquisidor das águas e florestas, Senhor de Saint Leu, Nangis e La Houssaye;
- Guillaume de Montmorency;
- Gaucher de Thorotte e de Arziller;
- Georges de Marolles;
- Guérin le Groing;
- Jean le Groing;
- Jacquette le Groing.

No século XV, a Guerra dos Cem Anos traria alterações importantes ao castelo, sendo acrescentado um pátio baixo fortificado que comportava seteiras adaptadas às novas armas de fogo: bombardas e falconetes, entre outras).
No início do século XVII, Marguerite Hurault, sobrinha e herdeira de Anne Pisseleu, vendeu as terras de Dormelles e de Challeau a Pierre Le Charron, servidor de Henrique IV. Por casamento, o forte passou a pertencer a Thimoléon de Cossé. Depois da morte de Louis de Cossé e da sua esposa, os herdeiros mantêm o edifício até 1678, sendo depois vendido a Louis Urbain Lefebvre de Caumartin, o "Grande Caumartin". Os Caumartin mantêm a propriedade até ao eclodir da Revolução Francesa, a qual é, então, confiscada como um bien national (bem nacional) e vendida à família Guillot de Blancheville.
Em 1937, o edifício viria a ser comprado pela família do actual proprietário, a qual promoveu importantes restauros.